# Topelia rosea
Topelia rosea är en lavart som först beskrevs av Servít, och fick sitt nu gällande namn av P. M. Jørg. & Vezda. Topelia rosea ingår i släktet Topelia och familjen Stictidaceae.   Inga underarter finns listade i Catalogue of Life.